# Заветы Ильича (Башкортостан)
Заве́ты Ильича́ (баш. Заветы Ильича) — деревня в Иглинском районе Республики Башкортостан Российской Федерации. Входит в состав Ауструмского сельсовета.

## География

### Географическое положение
Расстояние до:
- районного центра (Иглино): 31 км,
- центра сельсовета (Ауструм): 7 км,
- ближайшей ж/д станции (Тавтиманово): 17 км.

## История
Деревня возникла в 1937 году в результате сселения нескольких русских, белорусских и латышских хуторов. В это же время стала отделением колхоза имени Рудзутака, позже переименованного в колхоз Коминтерн. В 1951 году деревня Дубовка переименована в Заветы Ильича. С 1953 года стала второй бригадой колхоза «Заветы Ильича».

## Население
| 2002 | 2009 | 2010 |
| ---- | ---- | ---- |
| 18   | ↘15  | ↗17  |

### Национальный состав
Согласно переписи 2002 года, преобладающие национальности — белорусы (50 %), русские (33 %).